# CINF
CINF (anciennement CKVL) était une station de radio commerciale privée francophone diffusant sur la bande AM dans la grande région de Montréal au Québec (Canada).
Elle diffusait sur 690 kHz, une fréquence protégée qui était autrefois utilisée par Radio-Canada, avec une puissance de 50 000 watts utilisant une antenne directive pour améliorer la réception du signal au centre-ville de Montréal.

## Historique

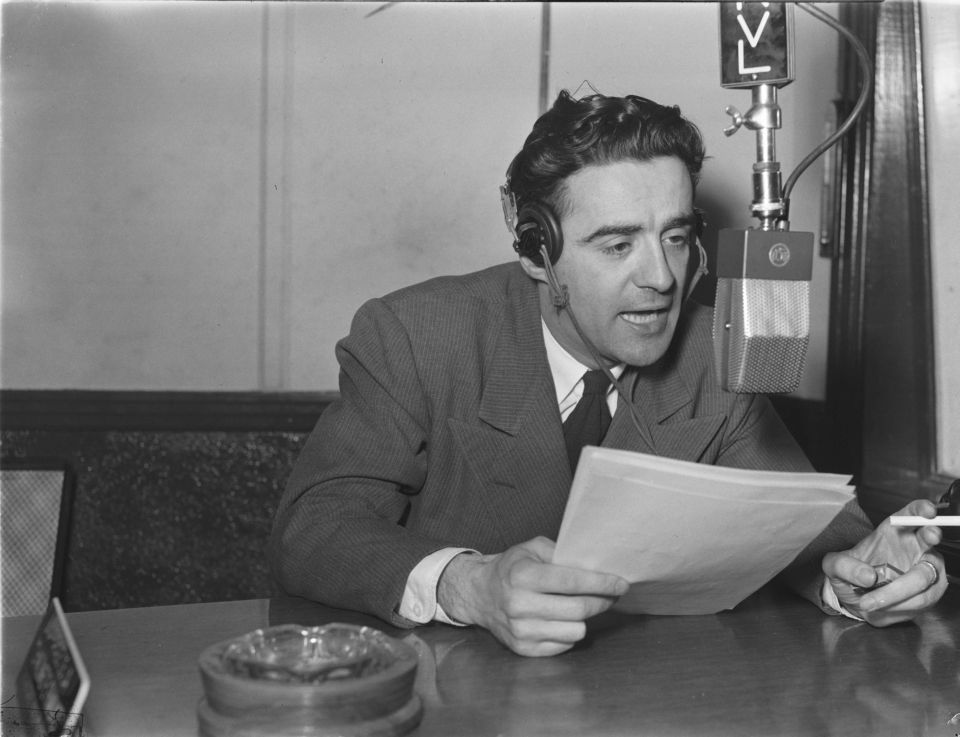
Guy Mauffette animant en studio une émission de radio diffusée sur les ondes de CKVL en 1948.

CKVL émet pour la première fois le 3 novembre 1946, elle est créée par Jack Tietolman et Corey Thomson. Elle diffuse alors sur la fréquence 990 kHz avec une puissance d'antenne de 1 000 watts à partir de ses studios au 211 rue Gordon à Verdun. La station propose des programmes en français et en anglais, à heure fixe avec une majorité de programmes en français ce qui contribue à en faire une station francophone dans l'esprit des auditeurs. La radio utilise l'indicatif CKVL (Canadian Kilocycle Verdun Lakeshore), elle a une programmation varié et propose de très nombreuses pièces radiophoniques.
Une station-sœur, CKVL-FM (aujourd'hui CKOI-FM), est créée sur la bande FM de 1947 à 1957, jusqu'en 1970 la station FM se contente de retransmettre le programmes de la station AM.
À partir de 1948, CKVL émet désormais sur 980 kHz, puis sur 850 kHz avec une puissance d'antenne élevé à 5 000 watts à partir de 1954.
En juillet 1997, le CRTC refuse la demande de Métromédia CMR Montréal de passer CKVL sur la bande FM, préférant la proposition de la Société Radio-Canada, libérant ainsi la fréquence 690 kHz.
En juin 1999, le CRTC autorise CKVL et CIQC à changer de fréquence vers 690 kHz et 940 kHz, délaissées par CBC/Radio-Canada lors de leur passage sur la bande FM. Les deux stations seront converties en services d'information en continu. Le CRTC refuse du même coup une demande de Radio-Canada pour un service similaire au 690. Radio-Canada a ensuite porté sa cause devant la Cour d'appel fédérale, qui a rendu sa décision en octobre.
Après les émissions d'adieu à CKVL, CINF entre en ondes le 14 décembre 1999 et s’identifiait comme Info 690, la radio des nouvelles. Info 690 adopte un format tout info 24 h/24, elle diffuse toutes les 9 minutes des bulletins de circulation de la région de Montréal avec l'appui d'hélicoptères, la météo. Analystes et chroniqueurs interviennent régulièrement en ondes. Pierre Nadeau assure alors la matinale. CKVL 850 diffusait CINF 690 en simultané jusqu'en janvier avant d'être mis hors service.
Elle relayait les informations de Corus Québec, sous le nom Corus Nouvelles, servant aussi aux autres stations de radio montréalaises de Corus : CKOI-FM, Le 98,5 fm et CKAC Sports.
Le 29 janvier 2010 au matin la station a cessé d'émettre laissant place à un message d'Yves Bombardier le directeur général de la station. Dans un message enregistré diffusé en boucle il explique nom de la direction de Corus que dans contexte économique difficile la décision de mettre fin à la programmation d'Info690 était inévitable. Il finit par remercier les employés, les partenaires et les auditeurs de la station. Il invite ces derniers à rejoindre la station 98,5 FM. Info690 cesse d'émettre son signal le soir même dès 19 heures.
À la suite d'un contrat obtenu par Cogeco diffusion pour deux nouvelles radios sur la circulation dans la grande région montréalaise, en français et en anglais, signé avec le Ministère des Transports du Québec en mai 2011, les fréquences 690 AM et 940 AM devaient être remises en service. Devant les objections des concurrents, le CRTC a lancé un appel d'offres pour l'utilisation des fréquences. Cogeco a alors retiré sa demande pour la version française et converti la station CKAC 730 en Radio Circulation le 6 septembre 2011.
Le fonds d'archives de CKVL est conservé au centre d'archives de Montréal de Bibliothèque et Archives nationales du Québec.

### Identité visuelle (logo)

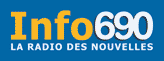
Logo d'INFO690 (CINF) 2006 à 2008.
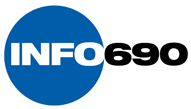
Logo d'INFO690 (CINF) de 2008 à 2010.

## Dirigeants
- Jack Tietolman, Corey Thomson : années 1940.
- Maurice Tietolman : jusqu'en juin 2004
- Yves Bombardier : jusqu'en janvier 2010